# Сулако (вымышленный космический корабль)
«Сулако» (англ. USS Sulaco) — вымышленный космический корабль из фильма «Чужие», десантный корабль колониальной морской пехоты США. На нём происходит часть действия фильма «Чужие» и часть сюжетной кампании компьютерной игры Aliens: Colonial Marines. В фильме покинут последним экипажем (автоматическое катапультирование гибернационных камер) в результате появления на борту ксеноморфа и дальнейшего пожара. В фильмах дальнейшая судьба не раскрывается. В игре, чей сюжет начинается после окончания фильма «Чужие» и продолжается после событий фильма «Чужой 3» — вместе с кораблем-близнецом «Сефора» получил фатальные повреждения на орбите LV-426, и его останки упали на поверхность планетоида.
USS «Sulaco» — тридцатый корабль в серии десантных кораблей типа «Конестога». С момента его последнего ремонта в конструкцию корабля включили новую разработку — «блок 74», и считалось, что «Sulaco» должен послужить ещё пять лет, прежде чем быть списанным для использования в коммерческой службе.

## Назначение
Десантный космический корабль, обладающий большой огневой мощью, предназначен для высадки десанта, огневого прикрытия десантных операций, свободного крейсирования, уничтожения малых, средних и больших кораблей. Полностью монтируется только на орбитальных верфях. Несёт десантно-штурмовые корабли малого радиуса действия, для которых служит ремонтно-снабжающей базой. Неаэродинамичен, свободно маневрирует лишь в безвоздушном пространстве. Обладает усиленным (как обычным, так и ядерным) ракетно-бомбовым вооружением для нанесения ударов по поверхности и фактически неограниченным запасом хода.
Система жизнеобеспечения рассчитана на поддержание жизни максимального экипажа из 90 человек и столько же в анабиозных камерах. Транспорт способен экстренно принять на борт до 2000 человек в грузовом отсеке ангара и поддерживать их в состоянии анабиоза в течение четырёх дней. Оптимальное ускорение 0,5 g (5 м/с2), максимальное ускорение 1 g (10 м/с2), но при этом расход топлива увеличивается в 16 раз. Для полётов на досветовой скорости используются четыре реактивных импульсных двигателя «GF-2400» на углеродном топливе. Для сверхсветовых полётов используется тахионный шунт с максимальной скоростью 0,74 световых года за стандартные сутки. Термоядерный реактор «Westingland A-59» мощностью 3,6 тераватта использует в качестве топлива гидрид лития. Гидрид лития обладает высокой плотностью: 900 кубометров топлива обеспечивают корабль энергией на целый год. Реактор защищён бронёй, и в аварийной ситуации реактор может увеличить давление и сбросить опасный хладагент в космическое пространство, предохраняя судно от повреждения.
Первоначально космические корабли типа «Конестога» были разработаны как десантный транспорт для перевозки военных отрядов и логистики с ограниченной защитной способностью. Однако со временем их роль первичных военных грузовиков изменилась и, в конце концов, они стали лёгким атакующим транспортом с вторичными задачами по осуществлению контроля над небольшим участком космоса и орбитальной бомбардировки. Они заполняют нишу во флоте колониальной морской пехоты, которую не суждено будет заполнить ни одному другому транспорту до тех пор, пока в действие не будут введены первые из новых атакующих кораблей типа «Бугенвилль». С этого момента корабли типа «Конестога» будут постепенно изыматься из употребления, пока не исчезнут полностью (из 36 построенных кораблей типа «Конестога» в CL3 остаются на службе 35 судов, в СL4 — 27, в CL5 — 25 и менее 10 в CL6).

## Конструкция
Имея массу, приближающуюся к 78 000 тоннам, и длину 385 метров, этот транспорт способен перевозить до 20 000 тонн груза. Корабли типа «Конестога» разработаны в проекции 8-17-0 — асимметричной конфигурации, которая предоставляет оптимальную грузовую вместимость внутри компактного и хорошо бронированного корпуса. В носовом отсеке расположены сенсорные[прояснить] антенны, большая часть датчиков, отсек систем жизнеобеспечения и рубка управления, в главном корпусе располагаются секции оружия, лётная палуба и грузовой ангар с боевой и погрузочно-разгрузочной техникой. За ним находятся топливные баки с гидридом лития, башня системы РЭБ с антеннами связи, охлаждающая башня и термоядерный реактор «Вестинглэнд А-95» мощностью 3,6 ТВт, к которому примыкает секция двигателей, где размещаются все импульсные двигательные системы, включая тахионный двигатель для сверхсветовых путешествий.
На главной палубе расположен зал криогенного отделения с анабиозными камерами, раздевалка со шкафчиками, душевая, тренажёрный зал и столовая с автоматической раздачей пищи. На полётной палубе располагается грузовой ангар и смежный с ним отсек оборудования, содержащий шагающие автопогрузчики «Caterpillar» P-5000, вооружение и боекомплект для 2 десантно-штурмовых кораблей UD-4L «Cheyenne» и БМП M-577 ACP (ракеты и боекомплект загружаются в десантные корабли и БМП непосредственно перед вылетом). Полётная палуба оснащена автоматизированной системой с гидравлическим подъёмником-транспортёром для доставки десантно-штурмовых кораблей к шлюзу. Ангарный отсек имеет два воздушных шлюза — основной и вспомогательный, который используется как мусорный шлюз для сброса отходов. Также в непосредственной близости к ангарному отсеку расположен отсек подготовки для войск. Эта комната содержит стойки с оружием и снаряжением, стенды для проверки и компьютерного тестирования вооружения и оборудования, плюс шкафчики, которые также содержат личные вещи десантников.
Все вышеуказанные отсеки находятся на одной палубе, которая примыкает к лёгкому корпусу судна, из-за размещения десантно-штурмовых кораблей в непосредственной близости от воздушного шлюза. Предположительно десантный транспорт разделён на 2 палубы и имеет 3 уровня-этажа. На первом располагается командная рубка — центр управления кораблём. На втором уровне в ангаре грузового отсека находится два десантно-штурмовых корабля UD-4L «Cheyenne», максимальное количество которых может достигать восьми. Эти основные спускаемые корабли способны совершать посадки на планеты, а также передвигаться в космосе автономно, как небольшие космические корабли. На третьем «стыковочном» уровне шлюзов в стартовых шахтах размещены 20 отстреливаемых аварийно-спасательных модулей BD-409 EEV модели 337.
Военные корабли имеют многослойный корпус и построены сегментами, это герметично соединяемые секции, переборки между которыми компрессионно устойчивы и взрывобезопасны. Панели обшивки выполнены из радиопоглощающего материала, снижающего эффективную площадь рассеивания корабля. Тёмно-серый цвет корпуса снижает визуальную заметность. Броня ламинирована и представляет собой микрометеоритный щит, углеродный композит и слой аэрогеля.

### Управление
«Сулако» — полностью автоматизированный войсковой корабль, управляется продвинутым компьютером с искусственным интеллектом, который способен самостоятельно пилотировать корабль и обороняться. Кораблю для управления необходим лишь один член экипажа — исполнительный офицер, чтобы выполнять основные обязанности пилота-навигатора, например, орбитальное маневрирование и проверять состояние систем жизнеобеспечения (эту роль выполняет синтетик, которому не требуется длительный сон, на «Сулако» это был андроид Бишоп 341-Б).